# Million Dollar Legs
| Recensione | Giudizio |
| ---------- | -------- |
| AllMusic   | [ 2 ]    |

Million Dollar Legs è un album discografico a nome della The New Tony Williams Lifetime, pubblicato dalla casa discografica Columbia Records nel 1976.

## Tracce

### LP
Lato A
1. Sweet Revenge – 6:03 (Tony Williams)
2. You Did It to Me – 3:45 (Tony Newton, Al Cleveland)
3. Million Dollar Legs – 6:38 (Tony Williams)
4. Joy Filled Summer – 5:50 (Tony Newton)

Lato B
1. Lady Jade – 3:56 (Alan Pasqua)
2. What You Do to Me – 7:05 (Tony Williams)
3. Inspirations of Love – 9:48 (Tony Newton)

## Formazione
- Tony Williams - batteria
- Allan Holdsworth - chitarra
- Alan Pasqua - tastiere
- Tony Newton - basso elettrico, voce

Note aggiuntive
- Bruce Botnick - produttore
- Registrazioni effettuate al Caribou Ranch di Nederland, Colorado (Stati Uniti)
- Mark Guercio - ingegnere delle registrazioni
- Tom Lykes e Al Burnam - assistenti ingegnere delle registrazioni
- Sovraincisioni e mixdown effettuati al Capitol Recording Studios di Hollywood (California)
- Registrazioni strumenti ad arco e strumenti a fiato: Douglas Botnick
- Bruce Botnick - ingegnere mixdown
- Jack Nitzsche - arrangiamento strumenti ad arco e strumenti a fiato
- Anthony Barboza - foto copertina album originale
- Bruce Botnick - foto retrocopertina album originale
- Berg, Engel - design copertina album originale[3]